# Penguin Books

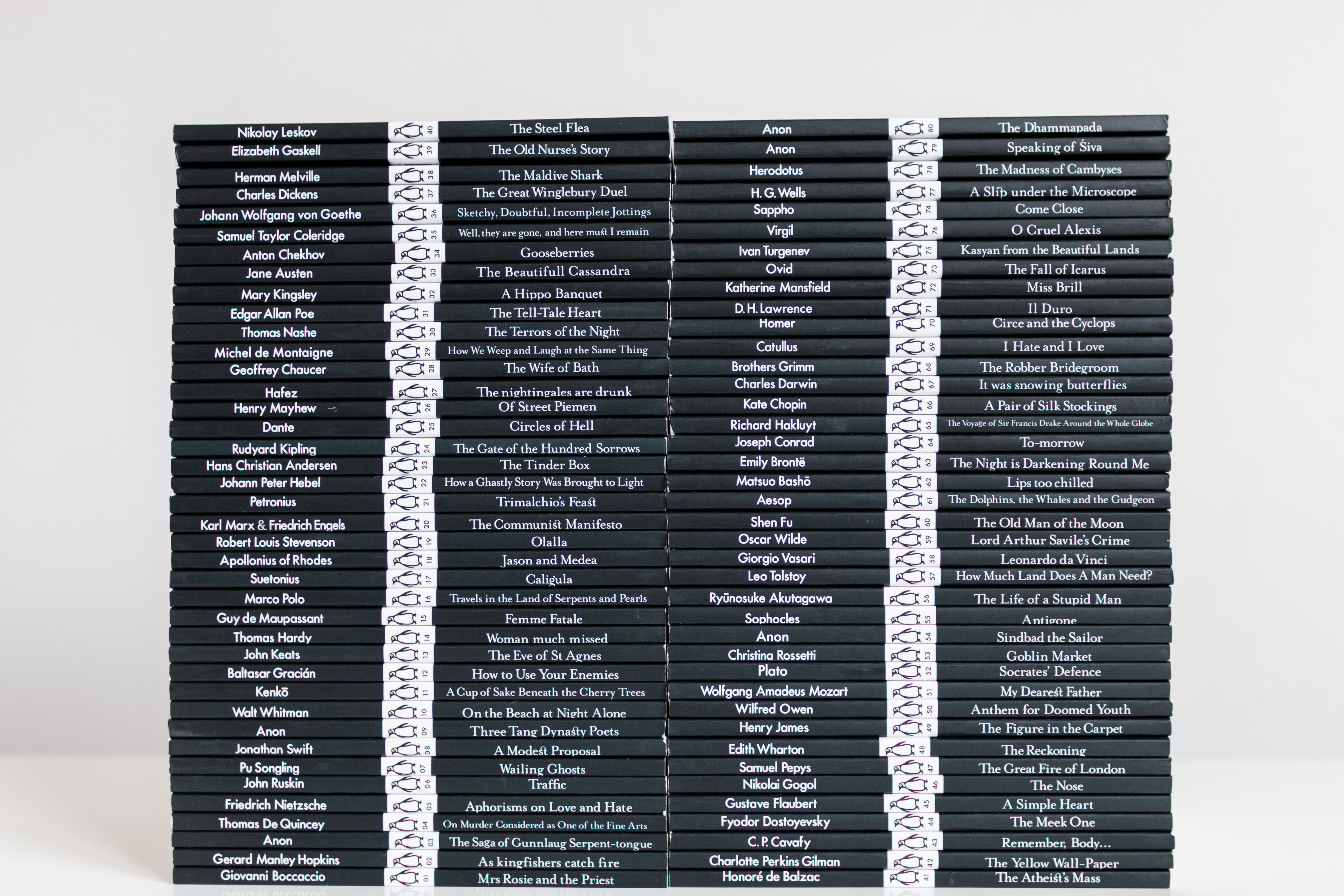
Die 80 Little Black Classics, die im Jahr 2015 zum 80. Geburtstag des Verlags veröffentlicht wurden

Penguin Books ist ein international tätiger Verlag, der seit Juli 2013 zur Verlagsgruppe Penguin Random House gehört. Seine Tochtergesellschaft in den Vereinigten Staaten firmiert als Penguin Group (USA) LLC.
Zu Penguin gehören als Sachbuchsparte Dorling Kindersley und die Reiseführer Rough Guides.
Der Verlag Penguin hatte großen Einfluss auf die britische Gesellschaft und darüber hinaus. Im Jahr 1960 wurde er wegen seiner gegen die herrschende Moral verstoßenden Taschenbuchausgabe von Lady Chatterley's Lover angeklagt, setzte sich im Prozess durch und beendete damit eine lange währende systematische Zensur. In den späten 1980er Jahren war es der Verlag Penguin, der Die Satanischen Verse im englischen Original veröffentlichte.

## Geschichte
Penguin Books geht zurück auf den Verlag The Bodley Head, der in den 1880er Jahren gegründet und später von Allen Lane übernommen wurde.
Lane übernahm den Verlag mit dem Ziel die breiten Massen zu erreichen, indem er seine Bücher industriell produzieren ließ, um sie so zum Preis von einer Schachtel Zigaretten (damals ein Sixpence) anbieten zu können.
Zusammen mit seinen Brüdern Richard und John Lane schuf er eine preisgünstige Taschenbuchreihe, die hochwertige Literatur für ein breites Publikum verfügbar machen sollte.
Die findigen Unternehmer stellten an der Charing Cross Road in London sogar einen Buchautomat auf, den sie Penguincubator nannten und an dem man rund um die Uhr Bücher kaufen konnte.
Der erste Titel unter der Marke Penguin mit einem Einband in Orange wurde bereits während Lanes Tätigkeit bei The Bodley Head veröffentlicht, später waren sowohl Name als auch Farbe wichtiger Bestandteil der Marke. Das erste Logo des Unternehmens entstand aufgrund der Zeichnung eines Pinguins im Londoner Zoo, später erreichte Penguin Books große Bekanntheit im englischsprachigen Raum.
Zu den ersten zehn Büchern, die Allan Lane 1935 unter der neuen Bezeichnung veröffentlichte, zählten Werke von Agatha Christie, André Maurois, Compton Mackenzie, Dorothy L. Sayers und Ernest Hemingway. Maßgeblich für die Entwicklung von Penguin Books nach dem Zweiten Weltkrieg war die Einführung von Penguin Classics, einer Reihe von Werken des Kanons der Literatur. Sie begann mit einer Übersetzung der Odyssee des griechischen Dichters Homer.
Im Jahr 1961 startete der Handel mit Aktien von Penguin Books an der London Stock Exchange, der Börsengang war jedoch vielfach überzeichnet. Jedoch geriet das Unternehmen in den folgenden Jahren in wirtschaftliche Schwierigkeiten, was schließlich im August 1970 zur Übernahme durch den Pearson-Konzern führte, kurz nach dem Tod von Verlagsgründer Allan Lane.
1996 klagte der Holocaustleugner David Irving gegen den Verlag und die Autorin Deborah Lipstadt vor einem Londoner Gericht wegen Beleidigung, übler Nachrede und Geschäftsschädigung. Der Verlag und Lipstadt mussten (nach britischem Recht) nachweisen, dass die Wissenschaftlerin Irving zu Recht als Bewunderer Hitlers, Geschichtsklitterer und gefährliches Sprachrohr der Holocaustleugner bezeichnet hatte. Mit dem Urteilsspruch am 11. April 2000 wies das Gericht Irvings Klage ab und gab Lipstadt und ihrem Verlag in allen wesentlichen Punkten Recht. Der Verlag stellte anschließend Irving die Prozesskosten in Höhe von 2 Mio. Pfund in Rechnung, die dieser aber nicht bezahlen konnte.

## Penguin-Buchreihen (Auswahl)

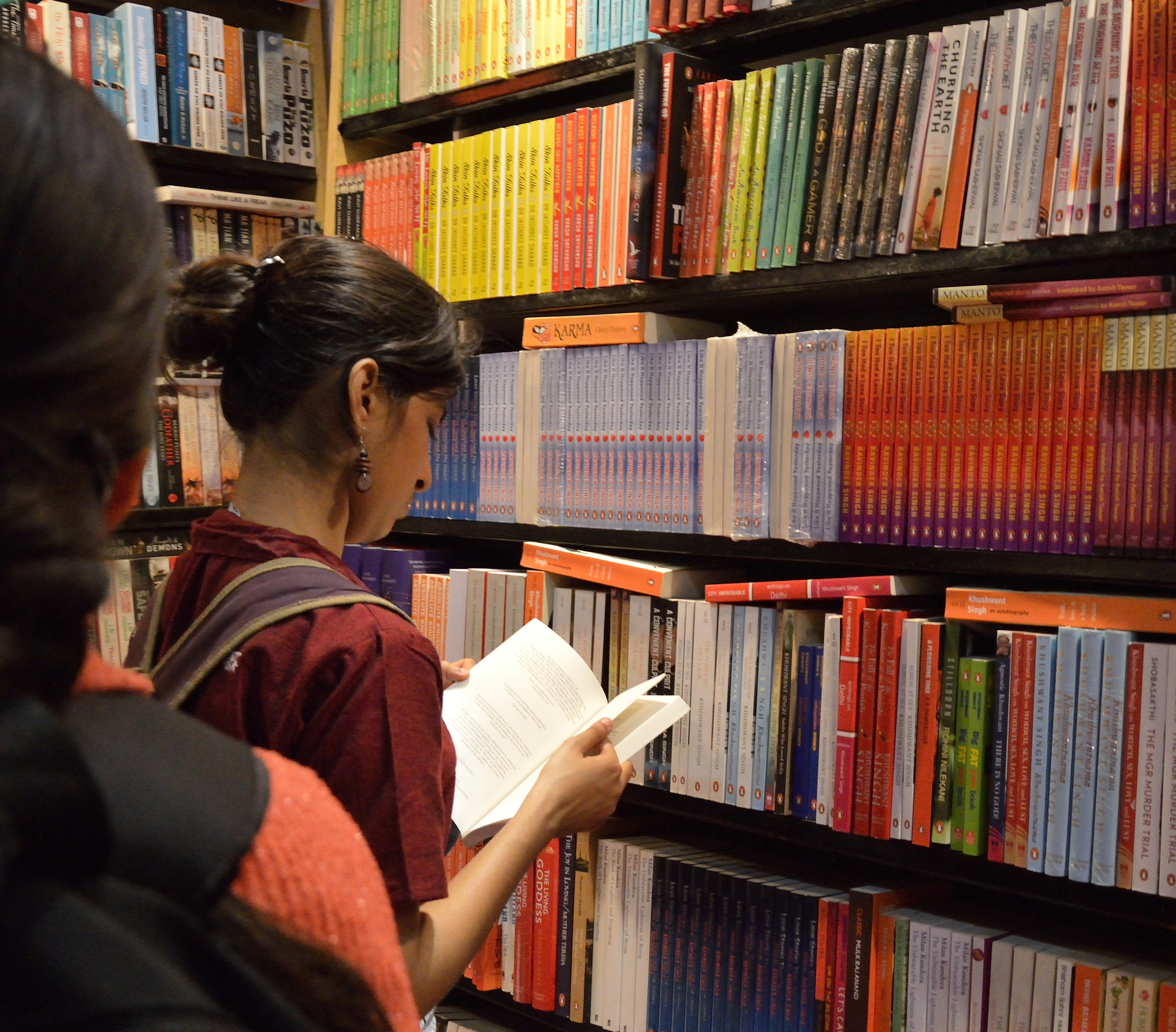
Der Stand von Penguin auf der Buchmesse Kolkata Book Fair

Die Penguin Popular Classics sind in 33 Einzelserien unterteilt, von denen die Penguin Classics mit Abstand die umfangreichste ist.
- Penguin Classics (mit über 1.200 verfügbaren Titeln)[24]
- Penguin Modern Classics (1230 Titel)[25]
- Everyman's Library Classics (386 Literaturklassiker)[26]
- English Library (englische Bibliothek, 105 Titel)[27]
- Everyman's Library Children's Classics (59 Literaturklassiker)[28]
- Puffin Classics (Papageitaucher-Bücher, 94 Titel für Kinder und Jugendliche)[29]
- Pelican Books (Pelikan-Bücher, 48 Sachbücher)[30]
- Penguin Little Black Classics (128 Titel, Format und Größe entsprechen in etwa Reclams Universal-Bibliothek)
- Penguin Clothbound Classics (90 Titel in Hardcover-Ausgabe, als Little Clothbound Classics in kleinerem Format erhältlich)[31]
- Penguin Monarchs (Kurzbiographien englischer Könige und Königinnen, 44 Titel)[32]
- Penguin Science Fiction (20 Titel)[33]

Zu den bekannteren Serien, die bereits eingestellt wurden zählten:
- Ptarmigan Books (Schneehuhn-Bücher 1945–47)[34]
- King Penguin Books (Königspinguin-Bücher, 1959 eingestellt)
- Classic of World Art (Kunstgeschichte und Künstlerbiografien)
- Puffin Picture Books (Papageitaucher-Bilderbücher)
- Classic Crimes (Kriminalromane)
- Classics Library (klassischer Texte seit der Antike) – siehe auch Titelliste

## Penguin Eigenmarken für Kinder
Penguin vertreibt außerdem unter zwei Eigenmarken für Kinderbücher:
- Ladybird (mit Marienkäfer als Markenzeichen, für Klein- und Vorschulkinder)[35]
- Puffin (mit Papageientaucher als Markenzeichen, für alle Altersgruppen bis 12 Jahren)[36]

## Verlagsmitteilungen und -verzeichnisse
Erstmals im Frühjahr 1936 erschien ein 32-seitiges Verlagsmagazin unter dem Titel „List of books to be published at Bodley  head in spring 1936“, dem eine Werbung für 40 neue Penguin-Titel beilag. Es folgte zu Weihnachten desselben Jahres, nun unter dem auch zukünftig verwendeten Titel „Penguins Progress“, eine schmale Broschüre mit der Auflistung der aktuellen Penguin-Produktion. Dieser schlossen sich sieben weitere Ausgaben bis zum Frühjahr 1940 („First War Number“) an, bis die Verlagsschrift kriegsbedingt eingestellt werden musste. Eine für Weihnachten 1940 geplante Ausgabe gelangte nicht mehr zu den Buchhändlern und Abonnenten. Erst im Sommer 1946 lebte „Penguins Progress“ erneut auf, um nach 14 Ausgaben 1951 endgültig eingestellt zu werden. In den illustrierten und zum Teil mit Fotos ausgestatteten Ausgaben stellte der Verlag neue Bücher und Reihenprojekte vor, ließ Autoren zu Wort kommen und informierte allgemein über die Verlagsentwicklung und -politik. Häufig lagen den Ausgaben Lagerlisten oder Faksimiles von Illustrationen geplanter Bände bei. Nachdem bis 1940 neben dem Taschenbuchformat auch das Zeitungsformat benutzt wurde, erschienen die Nachkriegsausgaben bis auf eine Ausnahme (Nummer 6, Juli 1948) nur noch in Taschenbuchgröße. Zusätzlich zum Handel wurden etwa 50.000 Leser kostenlos mit dieser Verlagsschrift beliefert, wodurch der Verlag stets in Kontakt mit seinen Lesern blieb. Ergänzt wurde „Penguins Progress“ durch Jubiläumsausgaben („Ten Years of Penguins. 1935-1945“ und „Penguins Progress 1935-1960“).

Zunächst parallel zu den vorgenannten Ausgaben erschienen ab 1946 Broschüren im Taschenbuchformat unter dem Titel „A Complete List“ (gesamte Verlagsproduktion, auch vergriffene Ausgaben) oder „Classified List“ (nach Buchreihen geordnete Verlagsproduktion), mit denen die Verlagsproduktion aufgelistet wurde, wobei auch Vorschauen auf neue Titel mit aufgenommen wurden. Ab den 1970er Jahren wurden die Verlagsverzeichnisse auch unter dem Titel „Stock List“ ausgeliefert. Aufgrund der länderdifferenzierten Verkaufspolitik des Verlages erschienen teilweise besondere Ausgaben z. B. für die USA oder Kanada. Schließlich legte der Verlag auch diverse Prospekte und Kataloge zu einzelnen Themenreihen auf, wie „The Penguin Classics“, „Penguin Humanities Catalogue“ oder „Happy Birthday Puffin - 1991 Catalogue“.

## Verlagsarchiv
Unterlagen zum Verlag von seiner Gründung 1935 bis in die 1990er Jahre befinden sich im „Penguin Archive“, das in den Spezialsammlungen der University of Bristol betreut wird. Allan Lane war von dieser Universität 1948 der Titel „Master of Arts“ ehrenhalber verliehen worden.

## Imprints
Bei Penguin Books (UK) sind u. a. folgende Imprints verbunden:
- Allen Lane
- Dorling Kindersley
- Fig Tree
- Hamish Hamilton
- Michael Joseph
- Ladybird
- Pelican Books
- Puffin
- Rough Guides
- Viking
- Frederick Warne (Flower Fairies, Peter Rabbit, Spot)

Bei Penguin Group (USA) sind u. a. folgende Imprints verbunden:
- Ace Books
- Alpha Books
- Avery
- Berkley Books
- Blue Rider Press
- Current
- Dial Books for Young Readers
- Dutton
- Dutton Children's
- Firebird Books
- Frederick Warne & Co
- Gotham Books
- G.P. Putnam's Sons
- G.P. Putnam's Sons Books for Young Readers
- Grosset & Dunlap
- HP Books
- Hudson Street Press
- Jove Books
- New American Library (NAL)
  - Obsidian
  - Onyx
  - Roc Books
  - Signet Books
  - Signet Classics
  - Signet Eclipse
  - Topaz
- Pamela Dorman Books
- Penguin Classics
- Penguin Press
- Perigee Books
- Philomel Books
- Plume
- Portfolio
- Prentice Hall Press
- Price Stern Sloan
- Puffin Books
- Razorbill
- Riverhead Books
- Sentinel HC
- Speak
- Jeremy P. Tarcher
- Viking Press
- Viking Children's